# Starši s posebnimi potrebami
Starši invalidi so tisti, ki vzgajajo otroke in imajo motnje v zdravju, na primer duševne, fizične itd. Obstaja natančnejša klasifikacija različnih vrst invalidnosti, ki temelji na fizičnem in duševnem stanju staršev invalidov. Invalidnost staršev, prinaša njim, njihovim otrokom in celotni družini različne težave in ovire. Organizacije, vlade itd., so pripravile različne strategije oz. načrte kako bi pomagali takšnim staršem. Sam izraz „invalidnost“ izraža obstoj ene ali več omejitev pri vseh osnovnih dejavnostih, vključno s samooskrbo, mobilnostjo, komunikacijo, ali pri zaposlovanju. Pod invalidnost  se posameznik šteje komaj, ko neka omejitev tako fizična kot tudi psihična traja več kot 6 mesecev.

## Specifikacija invalidnosti
Invalidnost poznamo pod vrsto značilnih motenj, ki se razlikujejo glede na vrsto bolezni in stopnjo resnosti težave. Obstajajo precejšnja vprašanja in želene raziskave, glede na življenjsko dobo družine in vrste okvar v družin z invalidnimi starši.
Telesna okvara je razmeroma pogostejša. Podatki nam povedo da otroci živijo z 91% staršev s telesno okvaro, 11% pa ima starša z duševnimi ali vedenjskimi motnjami, iz česar lahko razberemo, da se vrjetno tudi sami starši s psihičnimi motnjami ne odločajo za otroke saj le tej nanje niso pripravljeni.

### Psihično prizadeti starši
»Fizična kondicija staršev oz. posameznikov vključuje bolezni kot so: rak, endokrine bolezni, bolezni živčevja, očesa, ušesa, obtočil, dihal, prebavnega in mišično-skeletnega sistema, prirojene motnje, poškodbe in druga psihična stanja. ”  Starši s fizičnimi ali senzoričnimi motnjami si napačno razlagajo tudi svoje starševske sposobnosti, kar predstavlja veliko oviro, ko poskušajo zgraditi in vzdrževati družine. To lahko opazimo sami v družbi, saj ima večina otrok takšnih staršev odklonilni odnos do le teh, beri; se jih sramujejo ali pa da so zanj starši ovira.

#### Gluhi starši
Gluhi starši se soočajo s komunikacijsko oviro, ki vodi do omejitve v sami družbi. Starši, ki so slepi ali pa delno slepi se soočajo s težavami pri zagotavljanju varnega okolja, ki obdaja njihove otroke intudi njih. Omejeni pa so tudi pri dejavnostih, pri katerih bi se drugače lahko pridružili v igrah/dejavnostih svojih otrok.

#### Težave z mobilnostjo
Zaradi težav z mobilnostjo se morajo stašri opirati na pomoč bližnjih in pa tudi na zdravstvene pripomočke kot je npr. invalidski voziček. Za premik iz ene točke do druge želene točke takšnih staršev je potrebno več energije in daljši čas.

#### Kronične bolečine
Kronične bolečine povzročijo stres kar lahko vodi do nepotrpežljivost staršev do otrok v vsakdanjem življenju. Takšni ljudje potrebujejo tudi več počitka saj se hitreje utrudijo, žal pa zaradi tega izgubijo ogromno časa, ki pa ga bi drugače lahko namenili otrokom. Zaradi kroničnih bolečin katera človek težko prenaša iz dneva v dan, povzročijo, da bolnik začne posegati po protibolečinskih terapijah (beri; protibolečinska tableta), kar pa lahko oz. največkrat vodi v odvisnost do le teh.

### Duševno prizadeti starši
»Duševne ali vedenjske motnje vključujejo psihoze, nevroze, intelektualne in razvojne motnje ter druge duševne ali vedenjske motnje.” Takšna oblika invalidnosti je najtežja saj je moteča za bolnika kot tudi za ljudi okoli njega. Takšen človek porabi veliko enrgije ljudi ki so okoli njega, hkrati pa terja tudi veliko mero potrpežljivosti za odnos do njega.

## Mladi negovalec
Izraz »mladi skrbnik« pomeni otroka, ki v življenju sodeluje pri skrbi za starše oz. sam skrbi zanje.

### Vrste oskrbovalnik aktivnosti, ki jih mladi skrbniki nudijo.
- Neposredna skrb za starše, vključuje pomoč pri mobilnosti staršev in drugimi osebnimi rečmi, kot so potreba po stranišču, prehrani,pogovoru oz komunikaciji, prhanju in oblačenju.[1]
- Splošna gospodinjska opravila, na primer pranje perila, kuhanje, vrtnarjenje in preprosta hišna opravila. Otroci, ki sodelujejo v tej obliki pomoči, zavzemajo večji del nalog kot tisti, ki pomagajo pri neposredni osebni negi.
- Finančno poslovanje, kot je pomoč pri denarju in računih, lahko pa tudi služijo denar zato da se lahko preživijo. Depresija pa je še ena pomembna tema, s katero se soočajo starši invalidi. Invalidne ženske imajo šestkrat več možnosti kot ženske brez invalidnosti.

### Starost in identifikacija
V večini primerov za takšne starše skrbijo otroci srednjih šol, kot tisti mlajši. Starejši otroci so bolj sposobni sprejeti dejstvo, da je njihov starš invalid kot mlajši, kar pripomore tudi k boljši in lažji oskrbi starša.
Glede na podatke, pridobljene z raziskavo, imajo lokalni starši invalidi v Leicesterju v Združenem kraljestvu manj verjetnosti, da bodo otroke, stare med 12 in 19 let, prepoznali kot mlade skrbnike. Dejstvo je, da takšni otroci imajo manj časa za svoje sovrstnike saj večina prostega časa namenijo za negovanje. Zdravnik pa določi kdaj lahko otrok zasede ime mladi negovalec.
Učitelji v šolah igrajo ključno vlogo pri prepoznavanju mladih negovalcev v zgodnjih letih. Mladi negovalci, ki jih določijo učitelji iz šol, so v povprečju mlajših starosti od tistih, ki jih določijo zdravniki, zato je za osnovnošolske ustanove pomembno, da prepoznajo mlade negovalce saj jih odkrijejo hitreje kot zdravniki.

### Zakaj otroci postanejo mladi negovalci
Udeleženci delavnice Young Carers (mladi negovalci), ki je potekala v Wellingtonu na Novi Zelandiji leta 2005, so pokazali, da novozelandski otroci in mladi postanejo mladi negovalci predvsem zaradi kulturnih pričakovanj, narave invalidnosti, zavedanja in sprejemanja storitev ter drugih razlogov, kot je npr. družinska problematika v katerih nihče noče skrbeti za invalidnega starša in zanj prevzeti odgovornost.

## Vplivi na mlade negovalce

#### Negativne posledice
Pomanjkanje sorazmernih raziskav na tem področju vodi v predsodek, da starši invalidi povzročajo negativne učinke, kar je netočno. Kot navajajo visokokakovostne študije, so viri težav pri invalidskem starševstvu enaki kot pri ne invalidskem starševstvu, ki vključujejo nekdanje izkušnje staršev pri fizični zlorabi, spolni ali vsebinski revščini, pomanjkanju ustrezne podpore in tako naprej. Samo invalidnost v starševstvu ni vzrok negativnega vpliva na otroke.
Splošno velja, da bo na sodelovanje otrok v izobraževanju negativno vplivala invalidnost njihovih staršev. Raziskava o invalidnosti, staranju in negovalcih iz leta 1998 je zagotovila široke podatke, ki kažejo, da je tovrstni vpliv razmeroma majhen.

#### Pozitivne posledice
Ni velika razlika pri opravljanju gospodinjskih opravil, ki jih opravljajo otroci s starši invalidi ali tisti brez njih. Življenjske podobnosti otrok s starši invalidi, kot je število prijateljev in dejavnosti, ki jih opravljajo s starši, so skoraj enake kot pri otrocih z običajnimi starši.
Otroci, ki imajo starše invalide, imajo celo nadpovprečen mentalni razvoj. Otroci iz družine s starši invalidi so bolj spretni pri reševanju problemov, bolj sočutni, bolj spoštljivi do invalidnosti in razlik, bolj občutljivi za pravičnost in bolj neodvisni. Starši z motnjami v duševnem razvoju imajo z otroki vedno močne in tople družinske vezi, tudiv primeru ko je nekatere otroke odstranil sistem socialnega varstva.
Večina otrok staršev invalidov ima srečen spomin na svoje otroštvo.
Raziskovalci z izraelske univerze Bar Ilan so izvedli študijo, rezultat pa kaže, da so otroci, ki imajo starše s senzorično okvaro, bolj empatični in kažejo večje zavedanje čustev drugih kot drugi otroci iz običajnih družin. Prejšnje raziskave so poročale tudi o drugih prednostih otrok s starši invalidi, kot so večja zrelost, večja občutljivost in bogatejše življenjske izkušnje.

## Potrebna podpora

### Kakšna mora biti podpora
- Specializirana podpora. Razen univerzalnih potreb po dohodku, stanovanju, dostopu do prostočasnih dejavnosti in drugi neformalni podpori, ki jo zahtevajo tako invalidski kot neinvalidni starši, invalidski starši potrebujejo bolj specializirano podporo glede na različne pogoje njihove prizadetosti oz. kategorijo.[2]
- Pravočasna podpora Njihova podpora ni namenjana samo za nujne primere, vendar v vsakem trenutku dneva, je pa res da jih takšna odgovornost pripravi oz. je njihva odskočna deska za čas ko bodo oni postali starši.

- Prilagodljiva podpora. Potrebna podpora se razlikuje glede na različne stopnje zrelosti otrok in spremembe zdravstvenega stanja staršev.
- Spoštovanje zasebnosti. Vsi invalidni starši ne želijo, da njihovi otroci ali drugi družinski člani sodelujejo v razpravi o njihovi invalidnost, kadar je na voljo podpora. Lahko da se svojih težav sramujejo, ali se le s težavo pogovarjajo o njih.

### Vrste potrebne podpore

#### Podpora vrstnikov
Sama podpora vrstnikov bi lahko bila ključna tako za mlade negovalce kot tudi za mlade invalide. Če se taki otroci čutijo sprejete v družbo imajo boljšo samopodobo, samozavest, konec koncev pa tudi vse rezultate, ki jih v življenju rabijo doseči jih dosežejo hitreje in z boljšimi rezultati. Vsak posameznik lahko rabi in nudi psihično pomoč, invalidni ljudje pa toliko bolj.

#### Podpora v izobraževalnem sistemu
Po vsem svetu bi moralo biti šolstvo urejeno do te mere, da bi vsaka oseba tudi osebe z fizičnimi motjami v razvoju imele možnost šolanja. Tako pa so lahko izločeni iz družbe saj nimajo možnosti šolanja saj jim šolski sistem tega ne omogoča zaradi njihove slabe mobilnosti; npr. prevoz v šolo, aktivnosti in dejavnosti v času šolskega urnika, dostop do šole in učilnic, itd,...

#### Potreba po posebni opremi
Starši s telesno okvaro omenjajo težave pri oskrbi otrok brez ustrezne opreme za njihovo zdravstveno težavo in z omejeno mobilnostjo. Gluhi starši potrebujejo opremo, kot je na primer slušni aparat.

#### Finančna pomoč
V primerjavi z običajnimi starši večina invalidov ni zaposlenih. Družine s starši invalidi se zaradi njihove invalidnosti srečujejo tudi z velikimi finančnimi težavami. Že ogromno denarja zapravijo na svojih pripomočkih za njihove zdravstvene težave, vse to strmi k veliki revščini in skromnem življenju.

#### Nega fizičnega in duševnega zdravja
Starši invalidi naj bi imeli pri dostopu do zdravniške pomoči težave, saj naj bi na njih gledali iz slabega vidika. Depresija pa je še ena pomembna tema, s katero se soočajo starši invalidi. Invalidne ženske imajo šestkrat več možnosti kot običajne ženske za depresijo. Ustrezne storitve in podpora je najbolj potrebna za invalidne mame, ki se soočajo z depresijo.

#### Podpora v osebnem vsakdanjem življenju
Veliko število staršev invalidov je poročalo, da potrebujejo pomočnika pri vsakdanjih dejavnostih, kot so kuhanje, opravljanju potreb na stranišču in čiščenju stanovanja. Pomoč pri starševskih nalogah, vključno z športimi aktivnostmi z otroki, in z oskrbo otrok itd.